# Пейкер, Александр Александрович
Александр Александрович Пейкер (1804—1861) — тайный советник, директор канцелярии Капитула орденов.

## Биография
Родился в 1804 году в семье Александра Эммануиловича Пейкера.
Получив воспитание в Морском кадетском корпусе (с июля 1812), 23 февраля 1820 года был выпущен мичманом в 19-й флотский экипаж; 30 марта 1825 года был переведён в первый морской полк лейтенантом и через год, уже в чине штабс-капитана, назначен адъютантом к командиру 1-й бригады 1-й пехотной дивизии, генерал-майору барону Ивану Павловичу Людингаузен-Вольф, на дочери которого впоследствии женится.
Со 2 июня 1827 году служил во Владимирском пехотном полку, с котором принял участие в русско-турецкой войне 1828—1829 гг., отличившись при занятии крепости Браилова и получив орден Св. Анны 3-й степени с бантом. Пробыв в отставке 1½ года, в конце 1830 года он поступил на службу в Астраханский гренадерский полк и 26 января 1831 года был прикомандирован к Главному штабу по военному поселению, а 21 августа того же года назначен исправляющим должность старшего адъютанта к командиру резервной дивизии гренадерского корпуса.
В 1832 году, 22 августа, был переведён в лейб-гвардии Семёновский полк, прикомандирован к Департаменту военных поселений; 6 января 1834 года уволен от службы с чином капитана по болезни. В 1835 году, 18 января, поступил в Военно-походную канцелярию Его Величества, где вскоре был назначен производителем дел и в этой должности он оставался до 1853 года, постоянно сопровождая императора Николая I в его путешествиях по России и за границей (1838, 1840, 1841, 1842, 1844, 1846, 1847, 1849, 1850, 1851 и 1852 гг.). За ревностную службу в этой должности он 11 апреля 1848 года был произведён в действительные статские советники. Кроме этого, Пейкер участвовал в составлении проекта положения об управлении генерал-фельдцейхмейстера (1838), был производителем дел: в комиссии о снабжении армии лошадьми (1846) и комитете для пересмотра Устава о службе гражданской (1846—1850). Одновременно, с 1843 года он состоял причисленным к Почтовому департаменту.
В 1852 году, 6 декабря, он был назначен директором канцелярии Капитула орденов и занимал эту должность до самой своей смерти, получив 17 апреля 1858 года, чин тайного советника.
Был награждён орденами: Св. Владимира 4-й ст., Св. Станислава 1-й ст., Св. Анны 1-й ст., гессенский орден Филиппа Великодушного 2-й ст., нидерландский орден Дубового венка 2-й ст., австрийские орден Леопольда (командорский крест) и Франца Иосифа 2-й ст., саксенский орден Белого сокола 2-й ст. со звездой и прусский орден орден Красного орла 2-й ст.
Умер в Санкт-Петербурге 13 (25) ноября 1861 года. Похоронен на Смоленском православном кладбище.